# محطة باريس باستيل
محطة باريس باستيل (بالفرنسية: Gare de la Bastille) هي محطة سكة حديد في الدائرة الثانية عشرة في باريس. افتتحت المحطة عام 1859 وكانت بمثابة المحطة النهائية للخط الذي يبلغ طوله 55 كيلومترًا (34 ميلًا) إلى فانسن وفيرنويل-ليتانج ‏، هُدمت المحطة عام 1984 حتى يمكن بناء أوبرا الباستيل ‏.